# Tsinghua Tongfang
Pour les articles homonymes, voir Tsinghua.

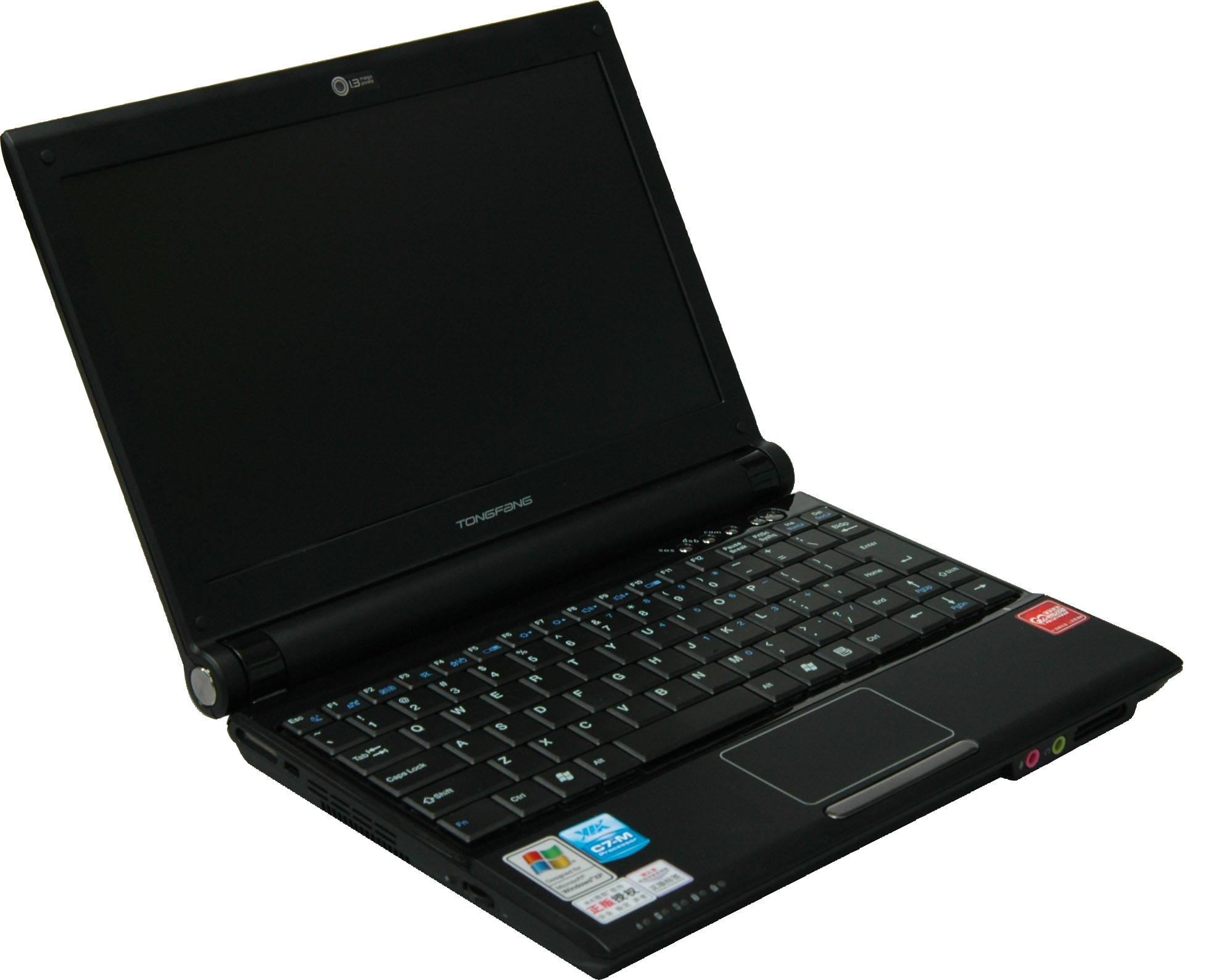
Tongfang laptop

Tsinghua Tongfang (chinois simplifié : 清华同方 ; chinois traditionnel : 清華同方 ; pinyin : Qīnghuá tóngfāng) est une entreprise chinoise qui conduit quatre activités différentes : l'informatique, l'énergie, le nucléaire et la biologie. 

## Histoire
L'entreprise Tsinghua Tongfang Co., LTD est fondée en 1997. En 1998, Tsinghua Tongfang fusionne avec les usines de radio de Jiangxi, la première fois qu'une entreprise publique rachète une entreprise militaire. L'année suivante, Tsinghua Tongfang se lance dans les technologies de satellites. En 2001, Tsinghua Tongfang conçoit les cartes d'identité de seconde génération pour la population chinoise. 
En 2006, Tsinghua Tongfang livre le nouveau système intelligent du CCTV Headquarters. En 2008, Tsinghua Tongfang participe aux 73 projets de construction pour les jeux olympiques d'été de 2008 en fournissant les technologies de l'information, le volet protection environnemental, l'économie d'énergie et la sécurité.
En novembre 2015, Tongfang Guoxin Electronics, filiale du groupe, annonce l'investissement de $15 milliards dans la mise sur pied d'un méga-pôle de production de semi-conducteurs,.

## Organisation
Tsinghua Tongfang est la holding commerciale de l'université de Tsinghua et dépend donc du ministère chinois de l'éducation.